# Santa Ana (Îles Salomon)
Pour les articles homonymes, voir Santa Ana.
Santa Ana aussi connue sous le nom de Owaraha est une île des Salomon dans la province de Makira-Ulawa.

## Description
Petit île corallienne de 5,6 km de longueur pour 4,5 km de largeur, elle est située à l'extrémité orientale de Makira dont elle est séparée par un détroit large de 7,5 km.
L'île a deux principaux villages, Gupuna (ou Ghupuna) et Nafinotoga. Ses habitants parlent le Owa.

## Histoire
Elle a été découverte le 4 juillet 1568 par l'expédition de Álvaro de Mendaña.
L'anthropologue Hugo Bernatzik la visite en 1932 et en étudie la population. Il prend aussi des clichés photographiques et juge que sa culture est en déclin au contact du monde moderne. Pendant son séjour, Bernatzik y rencontre Heinrich Küper, un aventurier allemand vivant à Gupuna qui y a épousé une indigène, Kafagamurirongo, et est le seul blanc à avoir reçu le titre de arafa (noble personne) de Mélanésie.